# Pollença
Pollença (Pollensa) là một đô thị trên đảo Mallorca, thuộc quần đảo Baleares, Tây Ban Nha. Dân số khoảng 15.536  Lưu trữ ngày 27 tháng 1 năm 2006 tại Wayback Machine.

## Bãi biển

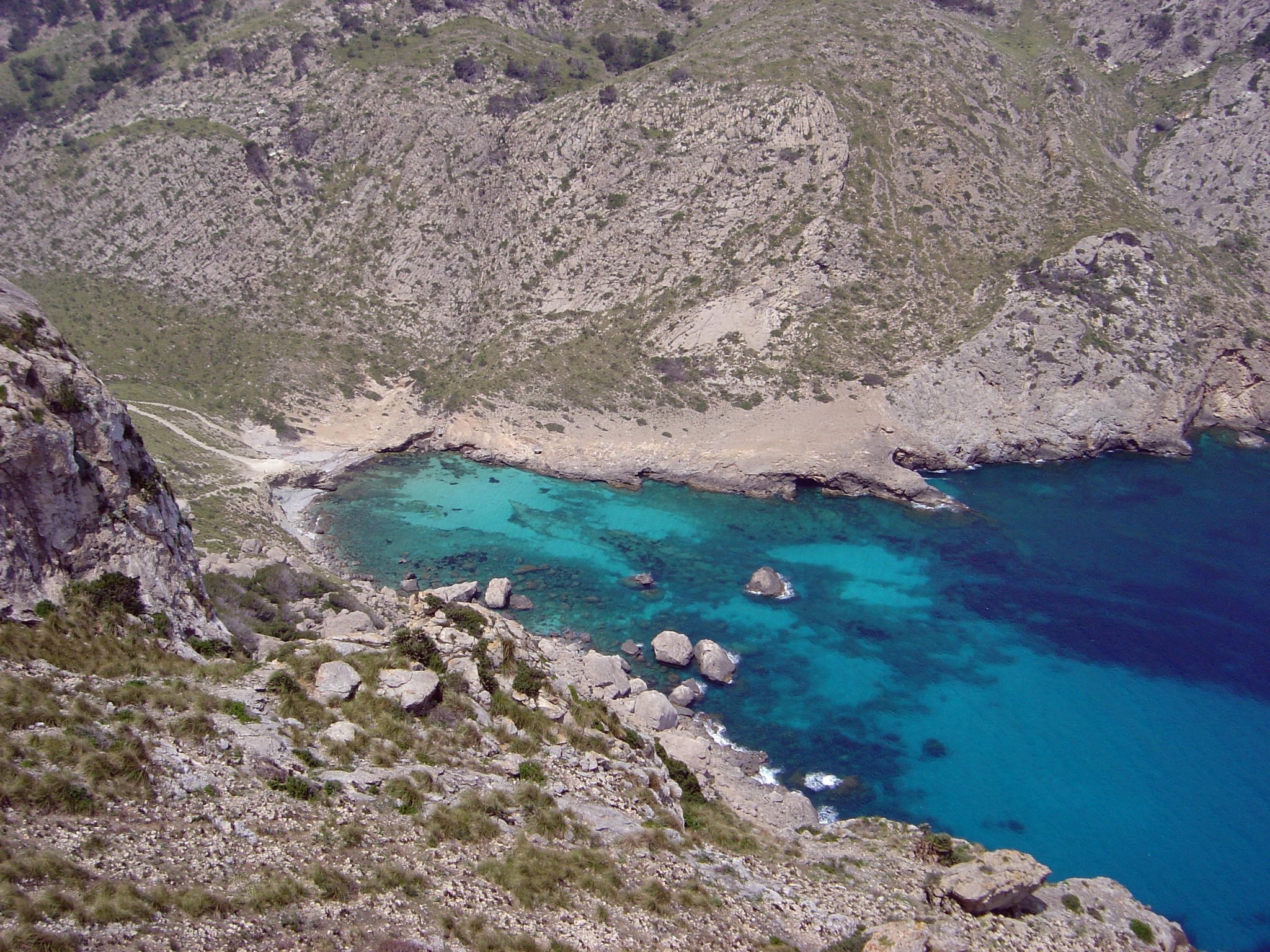

- Cala Figuera
- Cala Murta
- Cala Formentor